# Rudolf von Eichthal

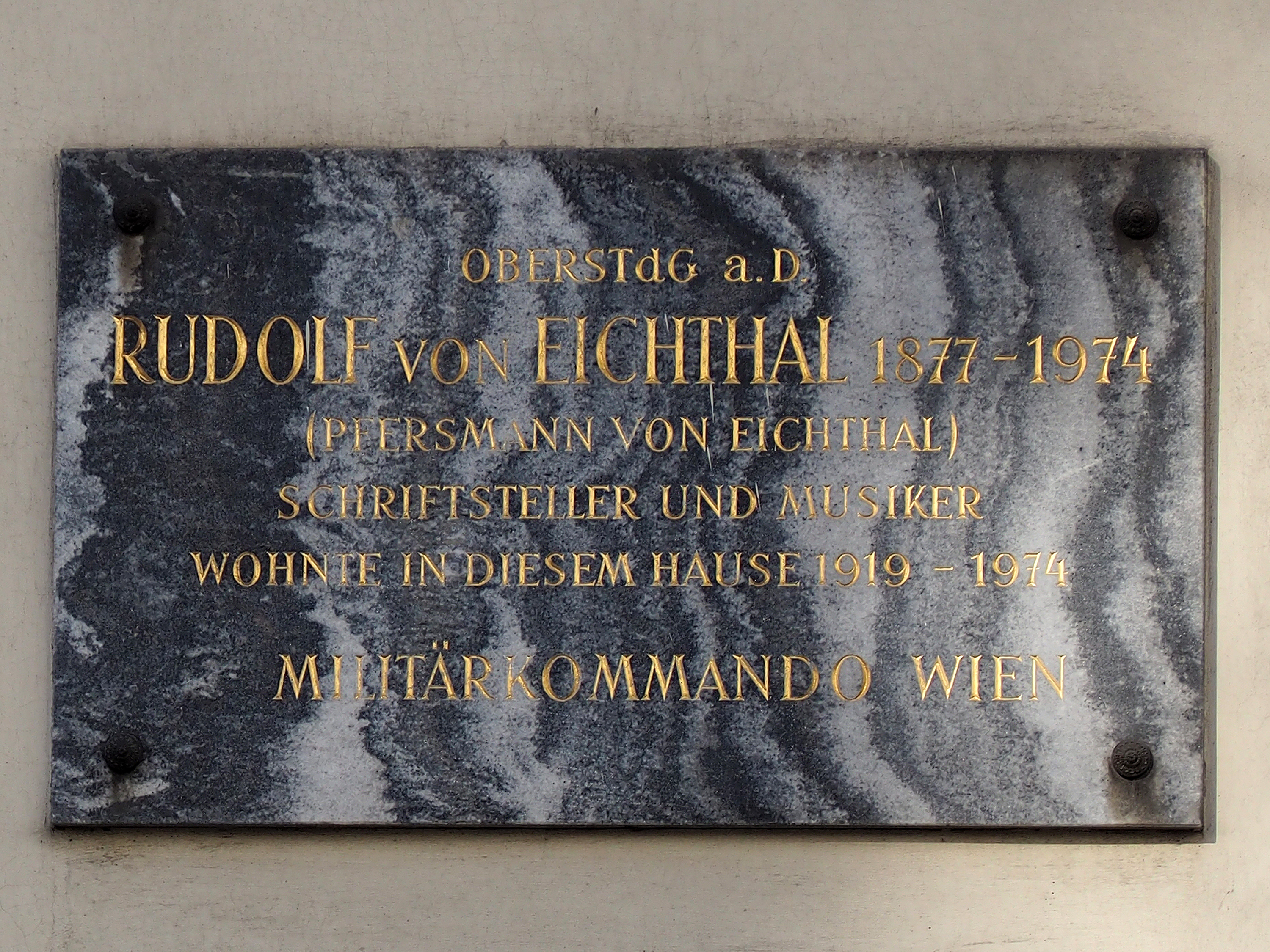
Gedenktafel für Rudolf von Eichthal an seinem Wohnhaus

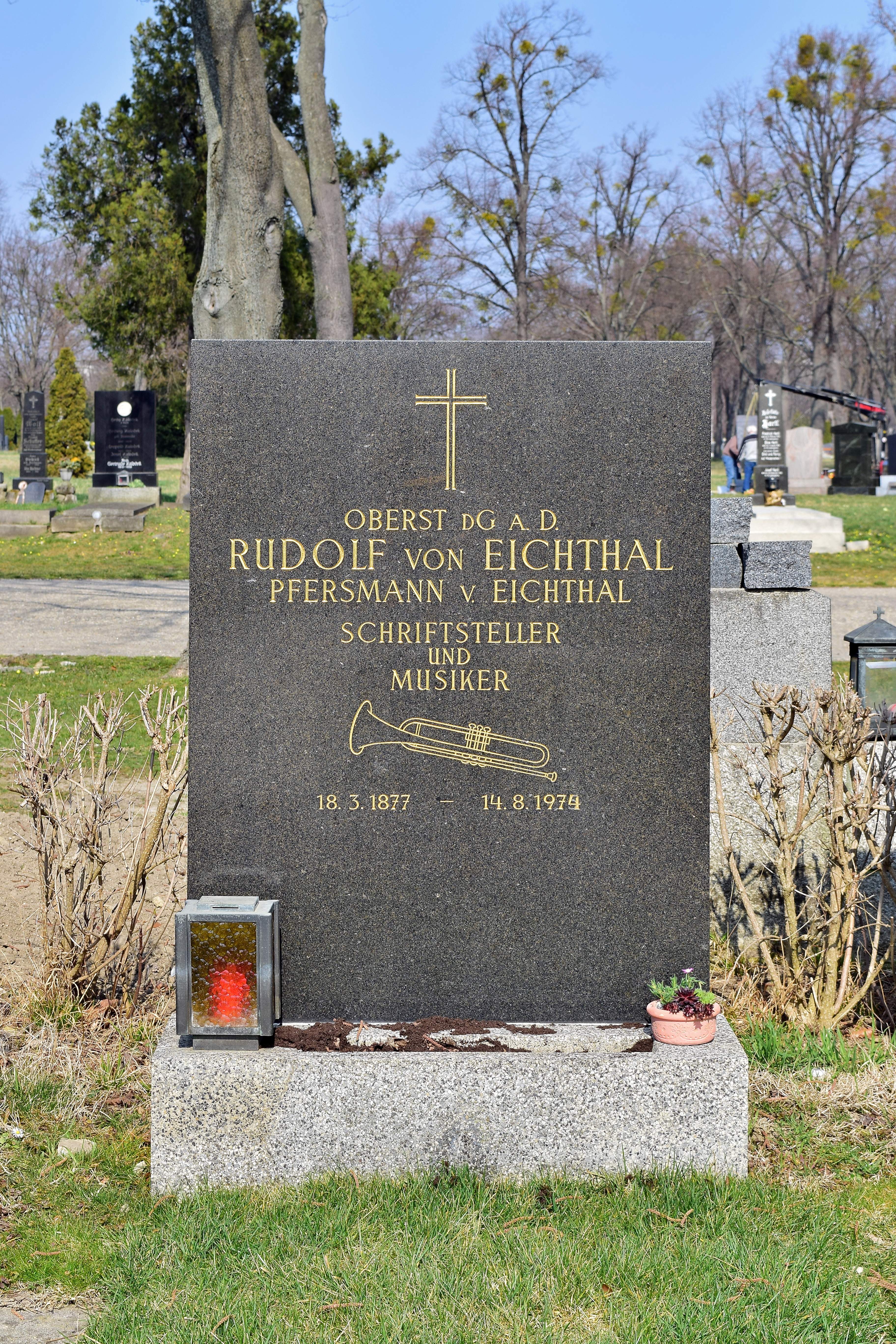
Ehrengrab Rudolf von Eichthal auf dem Wiener Zentralfriedhof

Rudolf von Eichthal, eigentlich Rudolf Pfersmann von Eichthal (* 18. März 1877 in Mährisch Trübau; † 14. August 1974 in Wien) war ein österreichischer Offizier, Berufsmusiker und Schriftsteller.

## Leben
Eichthal stammte aus dem böhmischen Adelsgeschlecht Pfersmann von Eichthal und absolvierte eine Offiziersausbildung in der k.u.k. Armee. 1898 wurde er an der Theresianischen Militärakademie in Wiener Neustadt ausgemustert. Im Ersten Weltkrieg diente er – zuletzt als Oberst d. G. – 1914/1915 bei der Tiroler Landesverteidigung (Befehlshaber Viktor Graf Dankl), 1916–1918 als Generalstabschef des Korpsabschnitts Südtirol, 1918 in Russland und am Balkan. Im Sommer 1915 warnte Eichthal den Generalstabschef Franz Conrad von Hötzendorf eindringlich, dass die Tiroler Landesverteidigung personell nicht in der Lage sei, die Festungswerke ausreichend zu besetzen und die Grenze gegen einen eventuellen italienischen Angriff zu sichern.
Nach Kriegsende trat er in den Dienst der Bundestheater und war Mitglied des Bühnenorchesters. Als Trompeter gründete er den Trompetenchor der Bundestheater und leitete diesen bis 1937, als er in den Ruhestand trat. Als Altösterreicher lehnte Eichthal den Nationalsozialismus ab und notierte am 13. März 1938 – dem Tag des Anschlusses – in sein Tagebuch: „Das ist das Ende des tausendjährigen Österreichs!!! [...] Seine Totenleuchte wird der zweite Weltkrieg sein, der ganz Europa in einem Meer von Blut und Tränen untergehen lassen wird.“
Vom Beginn der 1930er-Jahre an trat er mit heiteren Romanen und Erzählungen hervor, in denen er detailreich und lebendig den Alltag und die Kultur in der k.u.k. Armee schildert. Dabei zeigt sich in seinem Werk eine nostalgisch-verklärende Sicht auf Monarchie und Armee. Sein Hauptwerk ist die Tetralogie um den Waisen Erwin Spielvogel auf seinem Weg vom Kadetten bis zum Feldmarschall, in den Romanen Der göttliche Funke (1937), Die goldene Spange (1941), Der grüne Federbusch (1951) sowie Der Marschallstab (1955). Eichthals Romane erzielten, obwohl sie fast nur auf den relativ kleinen österreichischen Büchermarkt abzielten, hohe Auflagen.
Rudolf von Eichthal wurde in einem Ehrengrab am Wiener Zentralfriedhof beigesetzt. Sein Nachlass befindet sich in der Österreichischen Nationalbibliothek.
Von 1919 bis zu seinem Tod lebte Eichthal im Haus Landstraßer Hauptstraße 4 im dritten Wiener Gemeindebezirk. Er war verheiratet mit Theresia, geborene von Kreutzbruck zu Lilienfels. Anlässlich seines hundertsten Geburtstages wurde vom Militärkommando Wien eine Gedenktafel an diesem Haus angebracht.
In Eisenstadt ist die Rudolf-von-Eichthal-Straße nach ihm benannt.

## Werke
- Miczike, Novellen aus der alten österreichischen Armee, Verlag „Das Berglandbuch“, Salzburg, Printed in Austria, 1931.
- Pförtnerin Maria, Ein Roman aus dem babenbergischen Österreich, Scholle Verlag, Wien 1946
- Die große Schweigerin, Geschichten aus Alt-Österreich, Scholle Verlag, Wien 1949.
- Die Husarenprobe, Geschichten aus Alt-Österreich, Georg Prachner Verlag, Wien 1950.
- Der göttliche Funke, Roman aus Altösterreich, Verlag Kremayr & Scheriau, Wien 1978, ISBN 3-218-00320-2
- Der grüne Federbusch, Roman aus Altösterreich, Verlag Kremayr & Scheriau, Wien 1979, ISBN 3-218-00330 X
- Die goldene Spange, Roman aus Altösterreich, Verlag Kremayr & Scheriau, Wien 1979, ISBN 3-218-00323-7
- Der Marschallstab, Roman aus Altösterreich, Verlag Kremayr & Scheriau, Wien 1980, ISBN 3-218-00337-7
- Im gleichen Schritt und Tritt, Geschichten aus Alt-Österr., Verl. Emil Albrecht, Wien 1959.
- Lang, lang ist's her..., Geschichten aus Alt-Österr., Verl. Emil Albrecht, Wien 1956.
- Servus, Altösterr. Soldatengeschichten, Verl. Emil Albrecht, Wien 195?.
- Er ging an meiner Seite, Geschichten aus Alt-Österr., Verl. Emil Albrecht, Wien 1955.
- Gott erhalte, Altösterr. Soldatengeschichten, Verl. Emil Albrecht, Wien 195?.
- Kaisermanöver und andere Erzählungen, Verl. Buchgemeinsch. Donauland, Wien 1955.
- Habt acht!, Altösterr. Soldatengeschichten, Verl. Emil Albrecht, Wien 195?.
- K.u.k., Geschichten aus Alt-Österr., Verl. Emil Albrecht, Wien 1958.
- Die Patin, Altösterr. Soldatengeschichten, Verl. Emil Albrecht, Wien 1953.